# Isidor Isaac Rabi
Isidor Isaac Rabi, född 29 juli 1898 i en judisk familj i Rymanów i Galizien (i dagens  Polen), död 11 januari 1988 i New York i New York, var en amerikansk fysiker som ursprungligen kom från Österrike-Ungern. 
Rabi yttrade meningen "Who ordered these?" som gått till fysikhistorien som bevingade ord. Meningen avsåg de partiklar som senare kom att kallas myoner.
I samarbete med Gregory Breit utvecklade han Breit-Rabi ekvationen och förutsade att Stern-Gerlach-experimentet kunde modifieras för att bekräfta egenskaperna hos atomkärnan. Rabi tilldelades Nobelpriset i fysik 1944 för den av honom angivna resonansmetoden för registrering av atomkärnans magnetiska egenskaper.